# 沈宗塙
沈宗塙（？—17世紀），字以同，號定山，浙江杭州府仁和縣人，明朝、南明政治人物。

## 生平
沈宗塙生性孝順，為母親守喪時，虛弱到嘔血，需要柺杖才能站起來，後來在崇禎十二年（1639年）中己卯科浙江鄉試第三十名舉人，崇禎十六年（1643年）成進士；都察院觀政，魏藻德招攬他，但言語不合，因此回鄉。
弘光帝繼位後，他擔任行人諭祭吉王朱慈灶，但未回歸朝廷南京就已經失守，和曹元方到福京謁見隆武帝，遷兵科給事中。負責催撫溫州、處州軍隊，多次請求親征及選兵併餉；福京失陷，他和曹元方回鄉。不應清朝徵召，並說：「不忍事異族也。」隱居直到去世。

## 著作
- 《南歌子·中秋》

雲與山同潔，溪將煙共澄。嬋娟儘力稱人情，欲照一天，美滿到微明。
桂子開梁苑、桐陰點楚萍。誰家玉笛弄秋聲，一夜相思，清影夢難成。

## 家族
曾祖沈致和，贈參政。祖父沈楠，隆庆戊辰進士，巡按。父沈朝焕，壬辰進士，参议。

## 引用
1. 1 2  錢海岳《南明史·卷四十五·列傳第二十一》：沈宗塙，字以同，仁和人。崇禎十六年進士。安宗立，以行人諭祭吉王，未返而南京亡，與曹元芳【方】謁福京，遷兵科給事中。
2. ↑  乾隆《杭州府志·卷六十九》：崇禎十二年己卯科（舉人）…… 沈宗塙 見進士……
3. ↑  乾隆《杭州府志·卷九十五》：沈宗塙，字以同，號定山，仁和人。性至孝，居母喪，毀瘠嘔血，杖而後起。崇禎癸未成進士，魏藻德招之仕，語不合策蹇徑歸。 吳農祥《就正編》
4. ↑  錢海岳《南明史·卷四十五·列傳第二十一》：催督撫軍應溫、處，開陳大義，屢乞親征，選兵併餉。福京亡，與元芳歸。清徵，或勸出，曰：「不忍事異族也。」卒隱終。